# Vrćenovica
Vrćenovica (en serbio: Врћеновица) es un pueblo del municipio de Aleksinac, Serbia. Según el censo de 2002, el pueblo tiene una población de 501 habitantes.